# Supercoppa di Germania 1993
La Supercoppa di Germania 1993 (ufficialmente DFB-Supercup 1993) è stata la settima edizione della Supercoppa di Germania.
Si è svolta il 1º agosto 1993 all'Ulrich-Haberland-Stadion di Leverkusen tra il Werder Brema, vincitore della Bundesliga 1992-1993, e il Bayer Leverkusen, vincitore della Coppa di Germania 1992-1993.
A conquistare il titolo è stato il Werder Brema che ha vinto ai rigori dopo l'1-1 dei tempi regolamentari e il 2-2 dei tempi supplementari.

## Partecipanti
| Squadre          | Qualificazione                              | Partecipazioni precedenti (il grassetto indica la vittoria) |
| ---------------- | ------------------------------------------- | ----------------------------------------------------------- |
| Werder Brema     | Vincitore della Bundesliga 1992-1993        | 2 (1988, 1991)                                              |
| Bayer Leverkusen | Vincitore della Coppa di Germania 1992-1993 | Nessuna                                                     |

## Tabellino
| Arbitro: | Amerell (Monaco di Baviera) |

|                                                    |                      |                                                   |
| Hobsch 90’ Rufer 92’ (rig.)                        | Marcatori            | 61’ Fischer 97’ Kirsten                           |
| Herzog Votava Rufer Basler Borowka Wiedener Wolter | Tiri di rigore 7 – 6 | Hobsch Kirsten Lupescu Foda Schuster Becker Happe |

| Werder Brema | Bayer Leverkusen |

### Formazioni
| Werder Brema: |    |                      |  |      |
|               |    |                      |  |      |
| P             | 1  | Oliver Reck          |  |      |
| D             |    | Frank Neubarth       |  |      |
| D             |    | Dietmar Beiersdorfer |  | 46’  |
| D             |    | Ulrich Borowka       |  |      |
| C             |    | Dieter Eilts         |  |      |
| C             |    | Marco Bode           |  | 106’ |
| C             |    | Miroslav Votava      |  |      |
| C             |    | Thomas Wolter        |  |      |
| C             |    | Andreas Herzog       |  |      |
| A             | 9  | Bernd Hobsch         |  |      |
| A             | 11 | Wynton Rufer         |  |      |
| Sostituzioni: |    |                      |  |      |
| C             | 12 | Mario Basler         |  | 46’  |
| D             |    | Andree Wiedener      |  | 106’ |
| Allenatore:   |    |                      |  |      |
| Otto Rehhagel |    |                      |  |      |

| Bayer Leverkusen:    |    |                  |  |     |
|                      |    |                  |  |     |
| P                    | 1  | Rüdiger Vollborn |  |     |
| D                    |    | Franco Foda      |  |     |
| D                    |    | Christian Wörns  |  |     |
| D                    |    | Jens Melzig      |  | 77’ |
| C                    | 2  | Andreas Fischer  |  |     |
| C                    |    | Ioan Lupescu     |  |     |
| C                    | 8  | Bernd Schuster   |  |     |
| C                    |    | Pavel Hapal      |  |     |
| C                    | 7  | Paulo Sérgio     |  |     |
| A                    |    | Andreas Thom     |  | 46’ |
| A                    | 9  | Ulf Kirsten      |  |     |
| Sostituzioni:        |    |                  |  |     |
| D                    | 12 | Markus Happe     |  | 46’ |
| C                    | 13 | Ralf Becker      |  | 77’ |
| Allenatore:          |    |                  |  |     |
| Dragoslav Stepanović |    |                  |  |     |